# Cnemaspis kumarasinghei
Cnemaspis kumarasinghei är en ödleart som beskrevs av  Mendis WICKRAMASINGHE och MUNINDRADASA 2007. Cnemaspis kumarasinghei ingår i släktet Cnemaspis och familjen geckoödlor. Inga underarter finns listade i Catalogue of Life.